# اسكيكنت (جرجر)
اسكيكنت (بالكردية: Temsiyas‏) (بالتركية: Eskikent)‏ هي قرية كرديّة تتبع إداريّاً لمديرية جرجر في محافظة أديامان التركية، بلغ عدد سكانها 117 نسمة في عام 2021.